# Xã Gaither, Quận Boone, Arkansas
Xã Gaither (tiếng Anh: Gaither Township) là một xã thuộc quận Boone, tiểu bang Arkansas, Hoa Kỳ. Năm 2010, dân số của xã này là 676 người.